# الكسندر ستيوارت (سياسي)
الكسندر ستيوارت (بالإنجليزية: Alexander Stewart)‏ هو سياسي أمريكي، ولد في 13 سبتمبر 1829 في فريدريكتون في كندا، وتوفي في 24 مايو 1912 في واشنطن العاصمة في الولايات المتحدة. حزبياً، نشط في الحزب الجمهوري. وقد انتخب عضو مجلس النواب الأمريكي.